# Гемсе
Гемсе (нід. Heemse) — село в нідерландській провінції Оверейсел. Входить до муніципалітету Гарденберг.
Його площа становить 2,63 км², а населення станом на 2021 рік складало 2 600 осіб.
Перша згадка про населений пункт датується 1240 роком.